# 라트비아의 군인 목록
다음은 라트비아의 군인 목록이다.

## 가
- 알렉산드르 그린스
- 카를리스 고페르스

## 다
- 오스카르스 당케르스

## 라
- 카를리스 로베

## 바
- 알폰스 베르진스
- 크르슈야니스 베르키스

## 사
- 하랄드 슐츠

## 아
- 빌리스 야눔스

## 자
- 요르기스 제미탄스

## 카
- 콘라드 카레이스
- 아에두드스 칼닌스

## 파
- 오스카스 페로
- 야니스 피눕스

## 하
- 빌리스 하즈네르스